# Copalis Beach
Copalis Beach és una concentració de població designada pel cens dels Estats Units a l'estat de Washington. Segons el cens del 2000 tenia 489 habitants.

## Demografia
Segons el cens del 2000, Copalis Beach tenia 489 habitants, 232 habitatges, i 135 famílies. La densitat de població era de 51 habitants per km².
Dels 232 habitatges en un 21,1% hi vivien nens de menys de 18 anys, en un 45,7% hi vivien parelles casades, en un 8,6% dones solteres, i en un 41,4% no eren unitats familiars. En el 34,5% dels habitatges hi vivien persones soles el 15,9% de les quals corresponia a persones de 65 anys o més que vivien soles. El nombre mitjà de persones vivint en cada habitatge era de 2,11 i el nombre mitjà de persones que vivien en cada família era de 2,67.
Per edats la població es repartia de la següent manera: un 19,6% tenia menys de 18 anys, un 4,7% entre 18 i 24, un 20% entre 25 i 44, un 32,1% de 45 a 60 i un 23,5% 65 anys o més.
L'edat mediana era de 49 anys. Per cada 100 dones de 18 o més anys hi havia 89,9 homes.
La renda mediana per habitatge era de 33.194 $ i la renda mediana per família de 33.807 $. Els homes tenien una renda mediana de 45.694 $ mentre que les dones 20.156 $. La renda per capita de la població era de 17.437 $. Aproximadament el 17,3% de les famílies i el 17,4% de la població estaven per davall del llindar de pobresa.

## Poblacions més properes
El següent diagrama mostra les poblacions més properes.